# Maison-musée Salvador Dalí
La maison-musée Salvador Dalí de Portlligat près de Cadaqués est une maison qui, après avoir été la seule résidence stable du peintre Salvador Dalí, est aujourd'hui un musée. Elle est située à Port-Lligat, Cadaqués (Espagne)  
À l'origine simple maisonnette de pêcheurs, Dalí l'agrandit successivement pour y vivre et travailler régulièrement de 1930 jusqu'à la mort de sa femme Gala en 1982, date à laquelle il s'installe au château de Púbol.

## Le lieu
En 1930, séduit par le paysage, la lumière et l'isolement des lieux, Salvador Dalí s'était installé dans une petite maison de pêcheurs de Portlligat. À partir de cette construction initiale, il créa peu à peu, quarante années durant, une maison, la sienne, qu'il définissait « comme une véritable structure biologique ».
Les modifications et agrandissements successifs ont donné forme à une structure labyrinthique qui, à partir d’un point d’origine, le vestibule de l'Ours, se disperse et ondule au gré d’une succession de petits espaces reliés par d’étroits corridors, de petits dénivelés et des voies sans issue. La décoration, ainsi que les multiples objets et souvenirs ayant appartenu à Dalí, tapis, plâtre, fleurs séchées, tapisseries de velours, meubles anciens, rendent ces espaces particulièrement chaleureux. Tous possèdent des ouvertures, aux formes et proportions différentes, encadrant le même paysage omniprésent dans l’œuvre de Dalí, la baie de Portlligat.

## Le musée

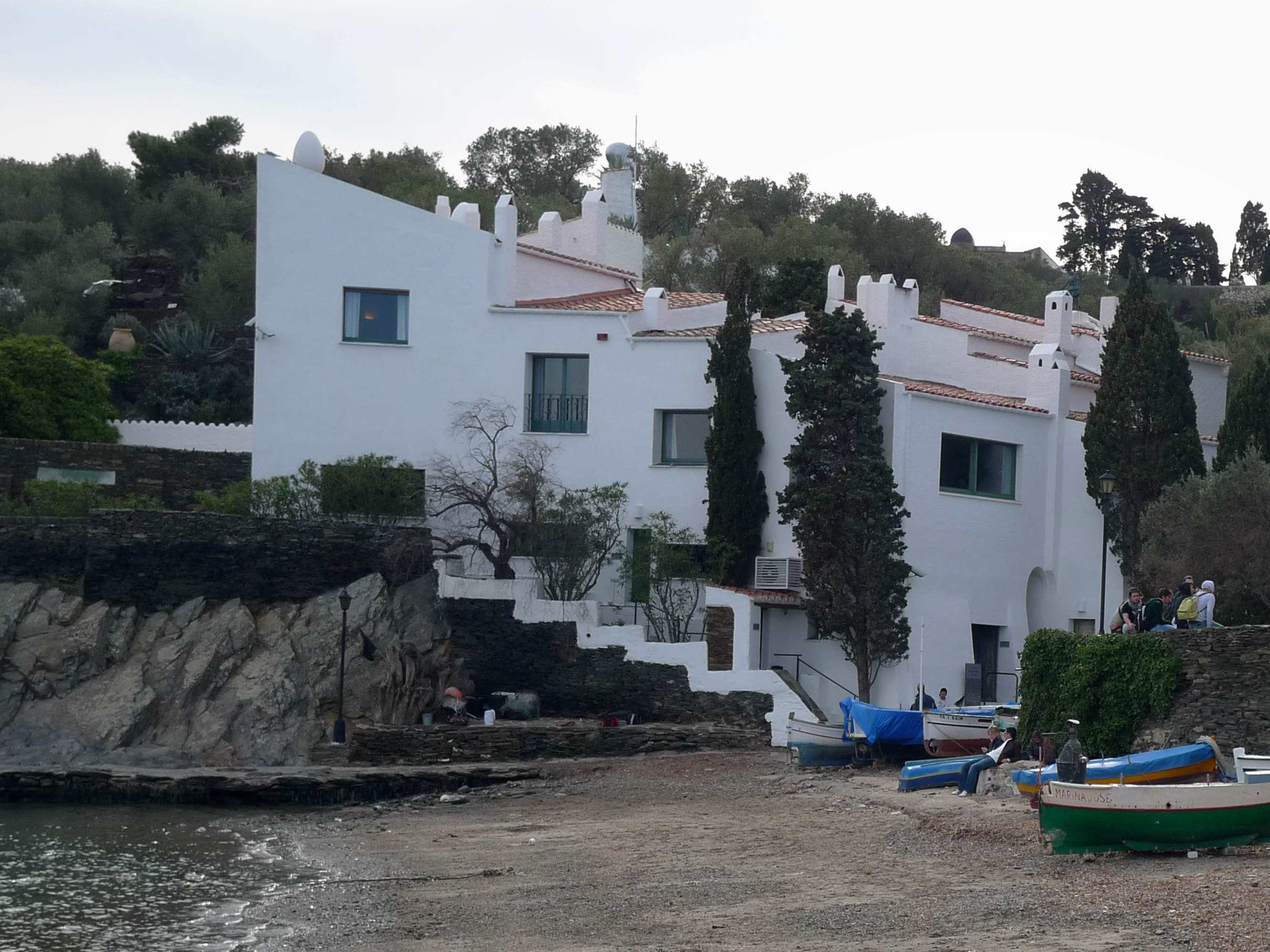
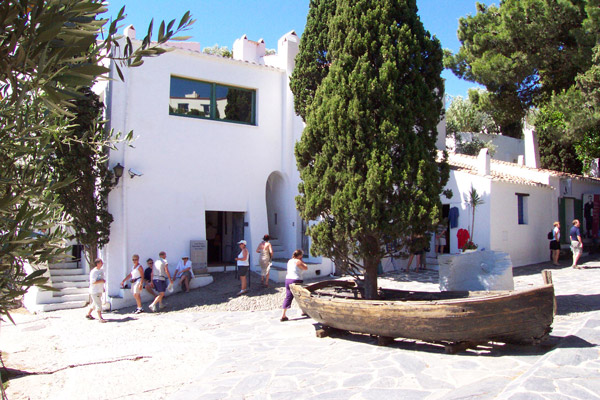
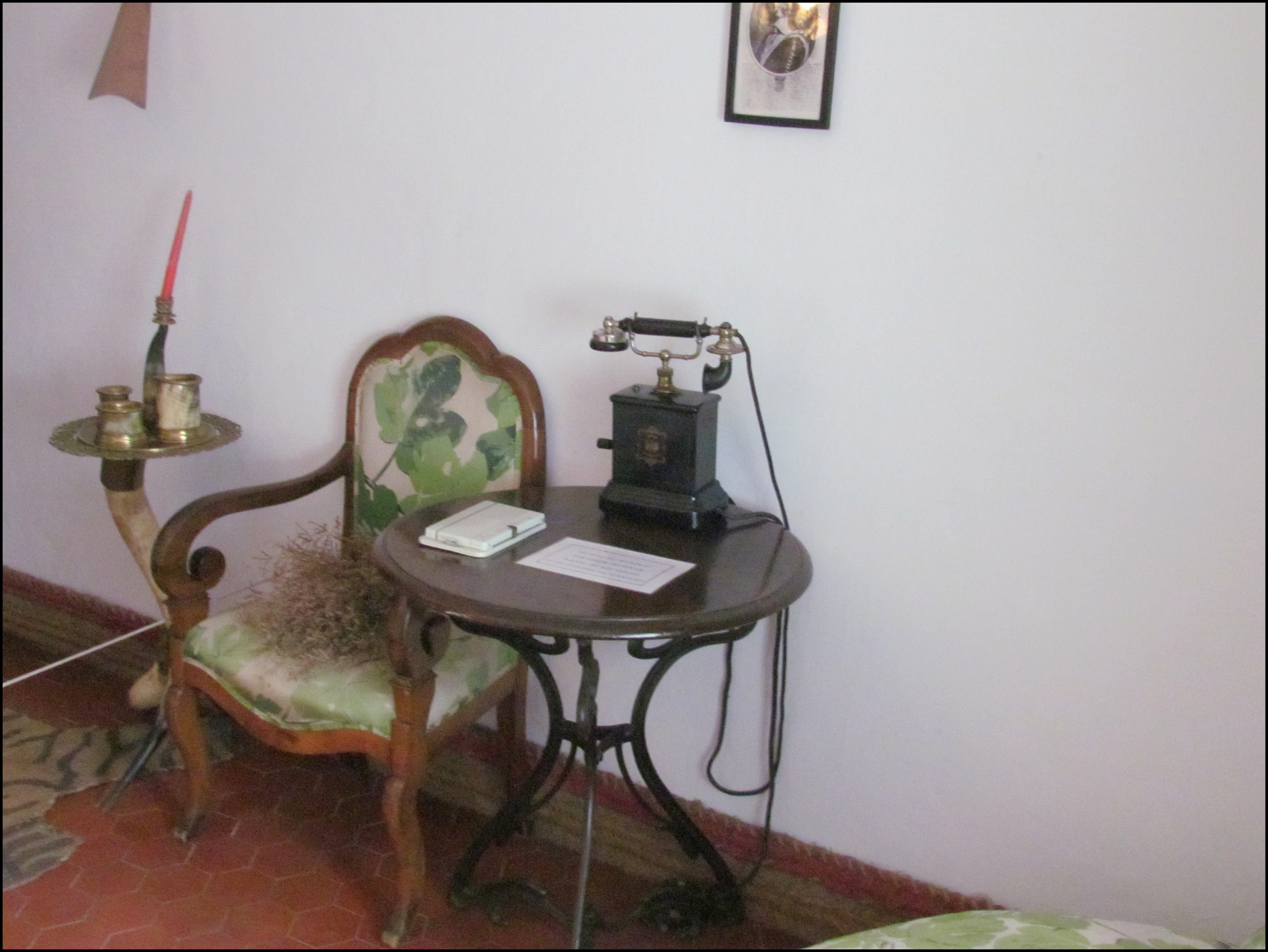
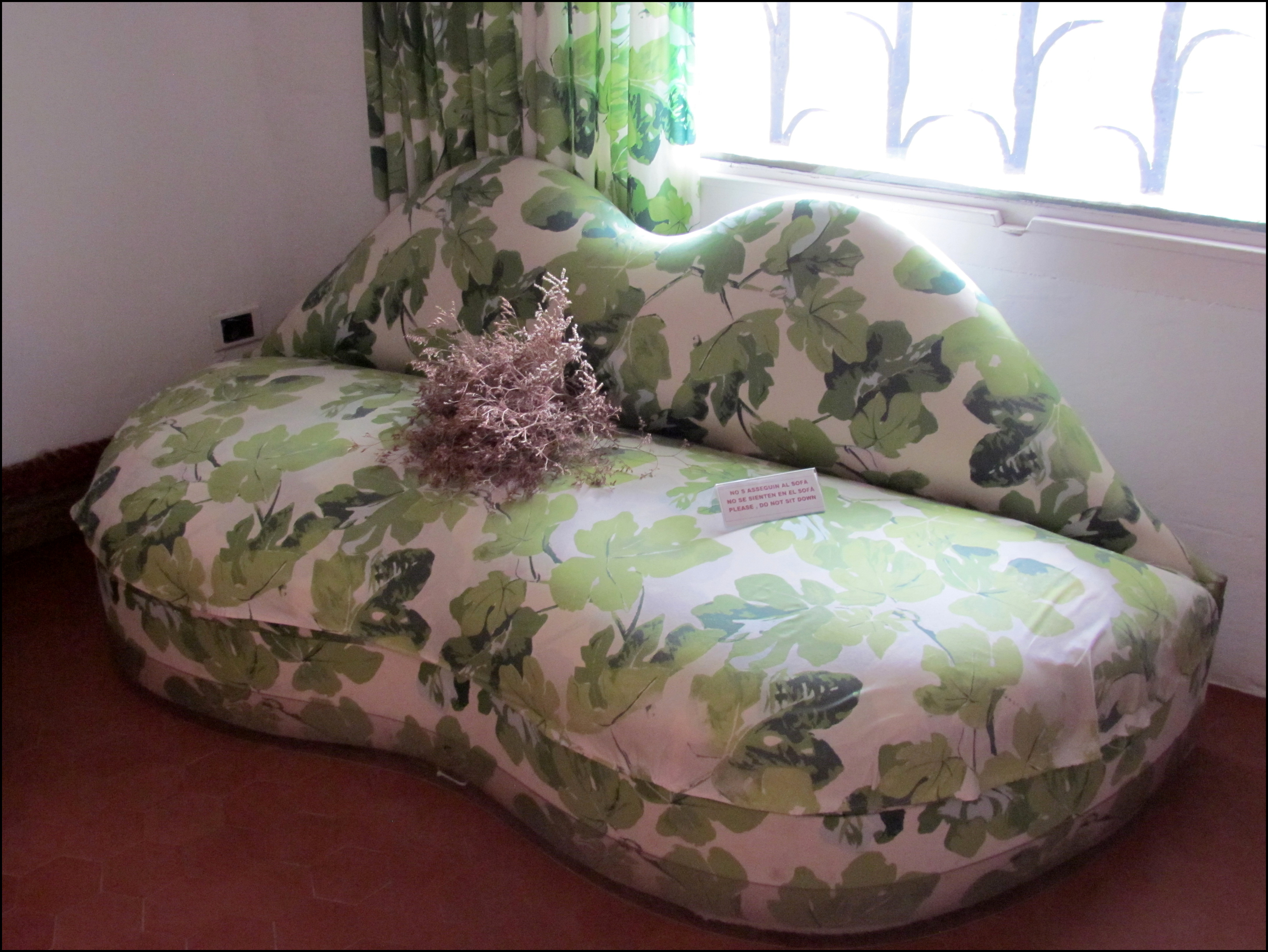
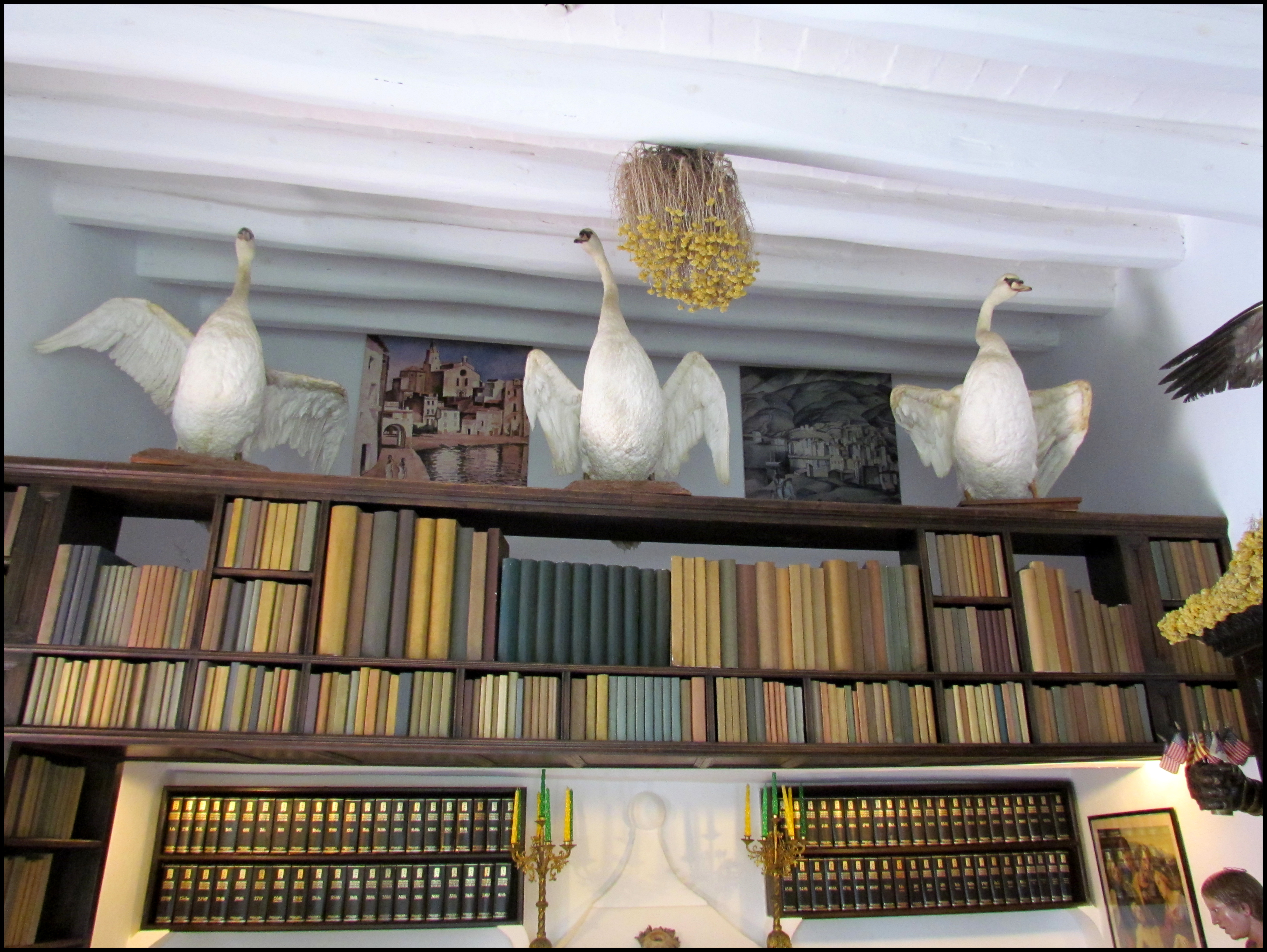
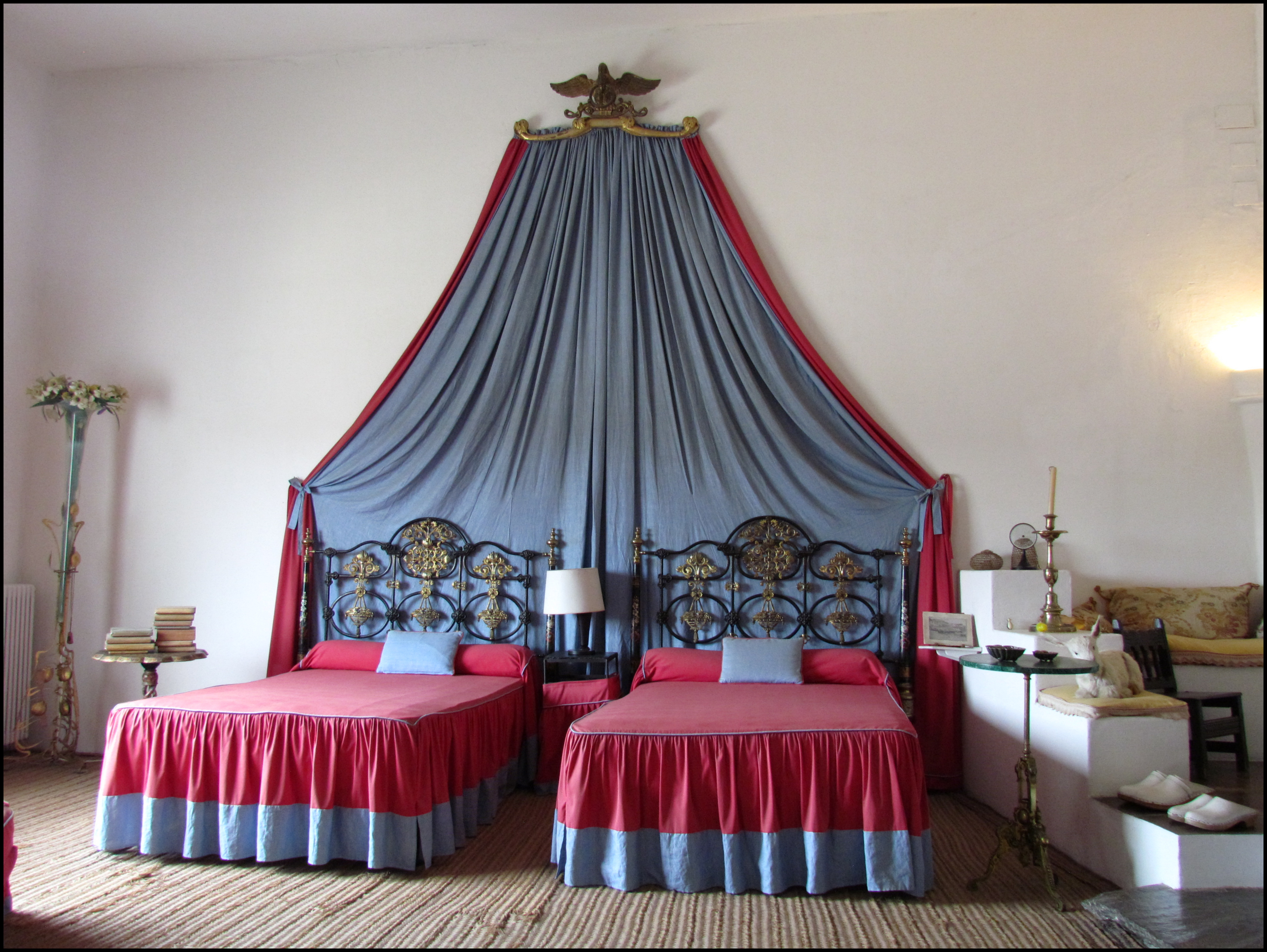
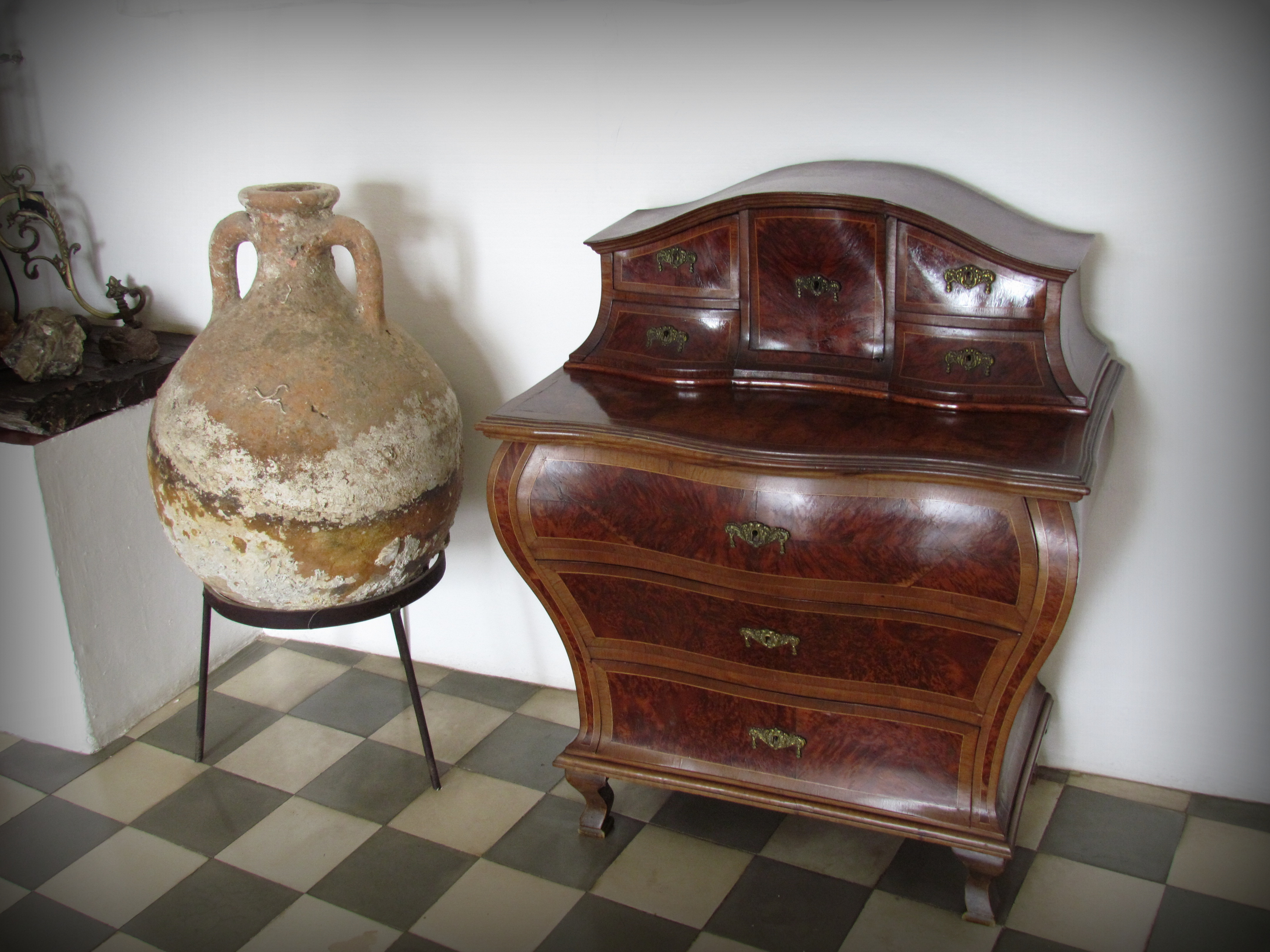
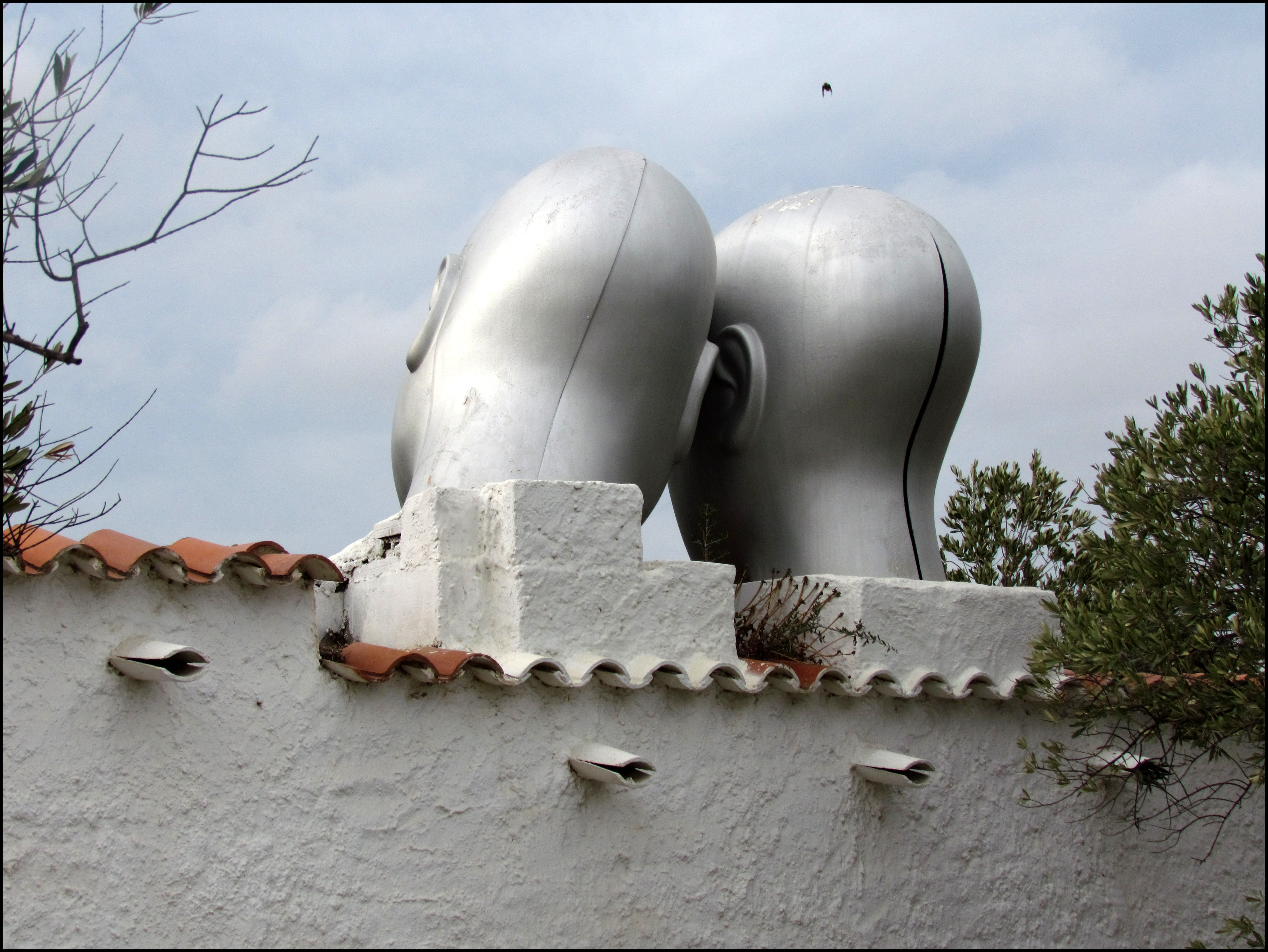
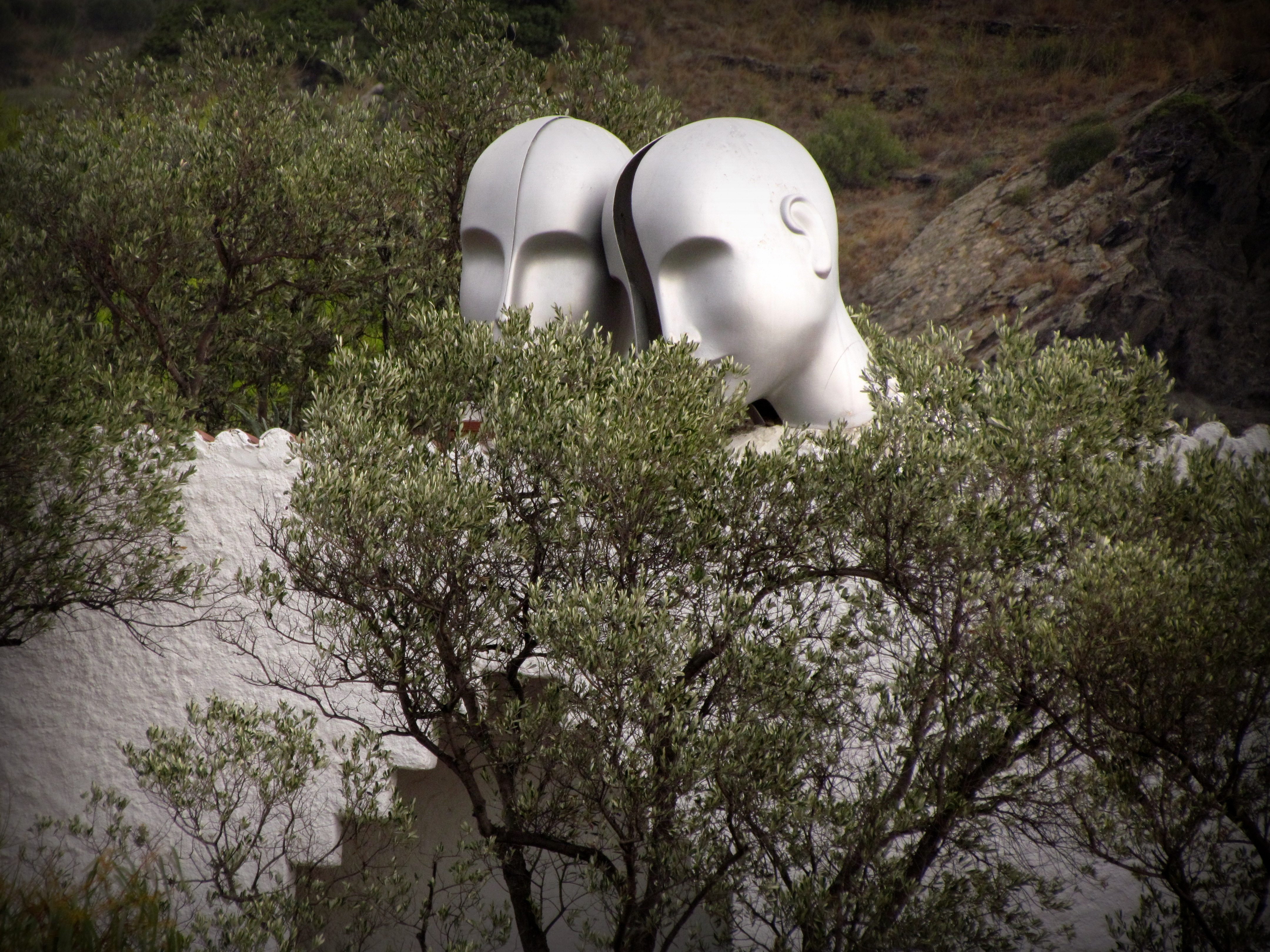
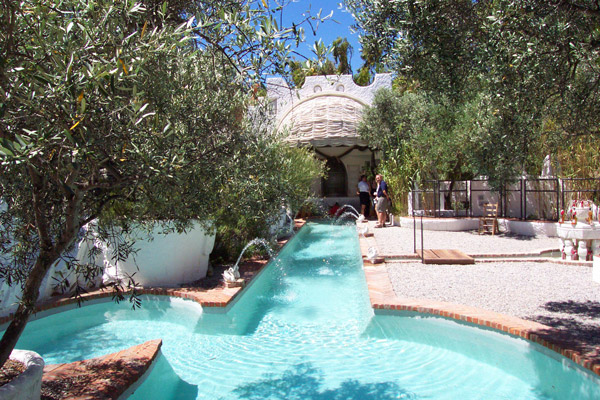
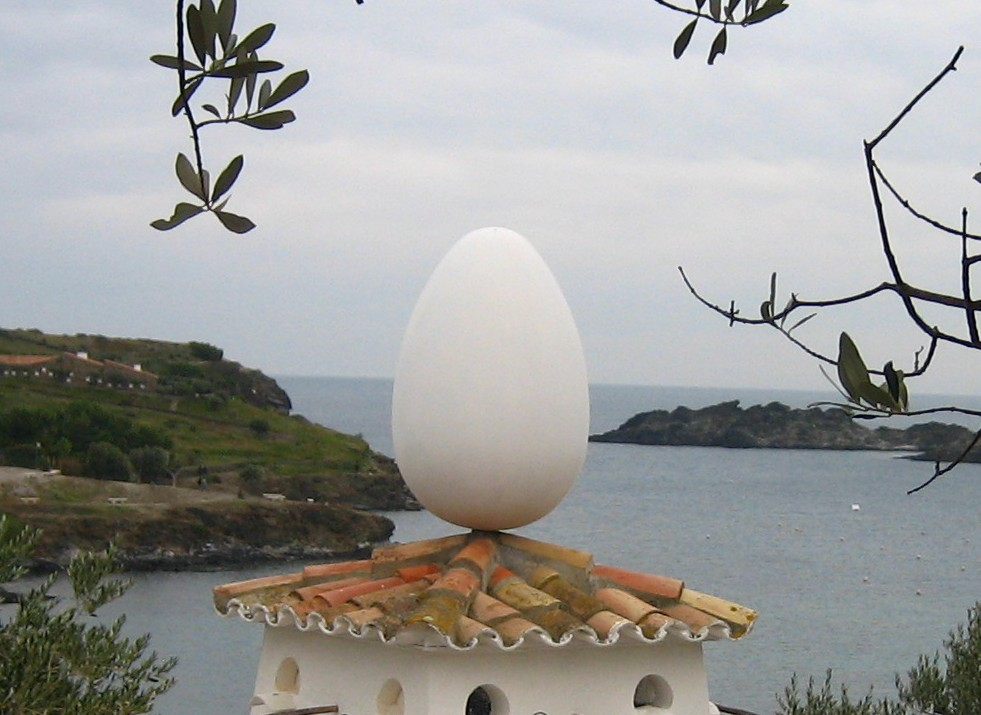

La maison présente trois types d’espaces. Les pièces où les Dalí passaient les moments les plus intimes de leur vie au rez-de-chaussée avec les salles 7 à 12 ; l'atelier, les salles 5 et 6, où se trouvent rassemblées toutes sortes d'objets liés à l'activité artistique ; enfin les espaces extérieurs, la salle 13 et les patios 14 et 15, conçus plus spécifiquement pour la vie publique.
Elle appartient à la Fondation Gala-Salvador Dalí qui en assure la gestion.